# Patrimoni dell'umanità della Città del Vaticano
I patrimoni dell'umanità della Città del Vaticano sono i siti dichiarati dall'UNESCO come patrimonio dell'umanità appartenenti alla Città del Vaticano. La Santa Sede è divenuta parte contraente della Convenzione sul patrimonio dell'umanità il 7 ottobre 1982, in qualità di ente di diritto internazionale che gestisce le relazioni internazionali dello stato vaticano.
Due siti sono iscritti nella lista dei patrimoni dell'umanità: il Centro storico di Roma, le proprietà extraterritoriali della Santa Sede nella città e la Basilica di San Paolo fuori le mura e la Città del Vaticano stessa. Il Centro storico romano è riconosciuto come appartenente al Vaticano, in condivisione con l'Italia, poiché le proprietà extraterritoriali e la Basilica di San Paolo fuori le mura sono sotto la giurisdizione della Santa Sede; è stato scelto nel 1980 in occasione della quarta sessione del comitato del patrimonio mondiale e dal 1990 è stato esteso per comprendere tutta l'area inclusa nelle mura aureliane. La Città del Vaticano è stata iscritta nella lista nel 1984 (ottava sessione); tale riconoscimento la rende l'unico Stato al mondo il cui territorio è interamente considerato patrimonio dell'umanità. Per questa ragione non ci sono candidature per ulteriori siti da iscrivere nella lista.

## Siti del Patrimonio mondiale
| Foto | Sito | Tipo                               | Anno      | Descrizione |
| ---- | --- | ---------------------------------- | --------- | --- |
|      | Centro storico di Roma, le proprietà extraterritoriali della Santa Sede nella città e la Basilica di San Paolo fuori le Mura | Culturale (91; i, ii, iii, iv, vi) | 1980-1990 | Fondata secondo la leggenda nel 753 a.C. da Romolo e Remo, Roma fu prima la capitale della Repubblica romana e poi dell'Impero; a partire dal IV secolo divenne il centro del mondo cristiano. Il sito, in comune con l' Italia, è stato esteso nel 1990 fino al tracciato delle mura aureliane e include i maggiori monumenti dell'antichità come i Fori (Foro Romano e Fori Imperiali), il Colosseo, il Mausoleo di Augusto, il Mausoleo di Adriano, il Pantheon, la Colonna Traiana e quella di Marco Aurelio, insieme agli edifici religiosi e pubblici della Roma papale, incluse le proprietà extraterritoriali della Santa Sede e la Basilica di San Paolo fuori le Mura. Modifiche minori al confine del sito sono state apportate nel 2015. |
|      | Città del Vaticano | Culturale (286; i, ii, iv, vi)     | 1984      | La Città del Vaticano, uno dei luoghi più sacri della Cristianità, testimonia una grande storia e una straordinaria vicenda spirituale. Una collezione unica di capolavori artistici e architettonici si trovano entro i confini di questo piccolo stato. Al centro si trova la Basilica di San Pietro, con il suo doppio colonnato che delimita la piazza ellittica; alle loro spalle sorgono il Palazzo apostolico e i giardini. La Basilica, eretta sopra la tomba di Pietro apostolo, è il più grande edificio religioso al mondo, frutto dell'unione del genio di artisti quali Bramante, Raffaello, Michelangelo, Bernini e Maderno. |